# Sühbaatar (stad)
Sühbaatar (Mongools: Сүхбаатар) is de hoofdstad van de provincie Selenge in Mongolië. De stad ligt circa 5 km ten zuiden van de Russische grens en is gelegen op de rechteroever van de Orhon.
Sühbaatar is de eerste stad die men tegenkomt als vanuit Rusland (grensplaats Naoesjki) met de Trans-Mongoolse spoorlijn wordt gereisd. Van daaruit kan men verder reizen naar de hoofdstad Ulaanbaatar. 

## Geschiedenis
Sühbaatar is in 1940 gesticht en genoemd naar de revolutie leider Damdin Soeche Bator.